# Uniejów (gemeente)

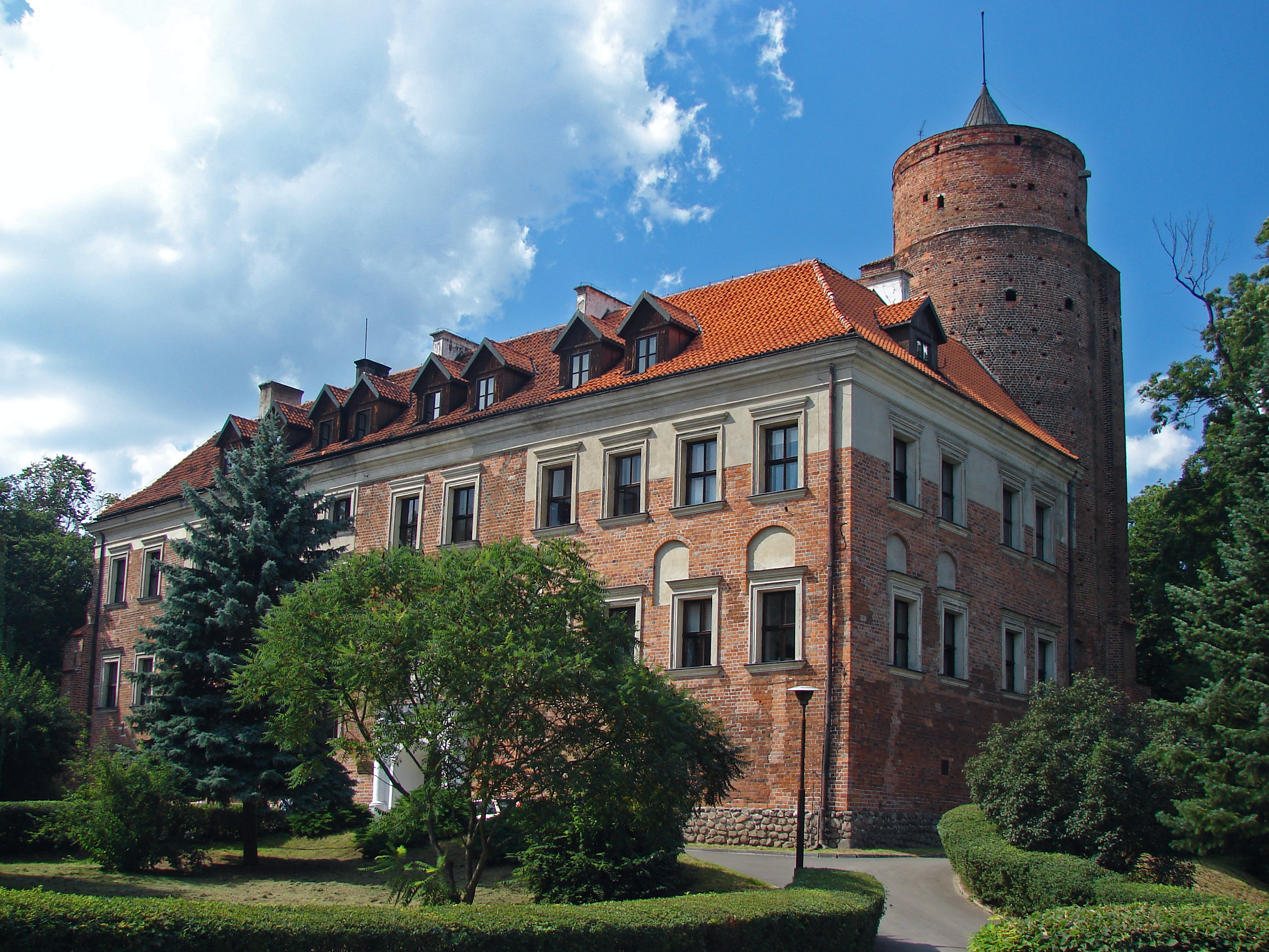
Kasteel van Uniejów

De gemeente Uniejów is een stad- en landgemeente in het Poolse woiwodschap Łódź, in powiat Poddębicki.
De zetel van de gemeente is in Uniejów.
Op 30 juni 2004 telde de gemeente 7309 inwoners.

## Oppervlakte gegevens
In 2002 bedroeg de totale oppervlakte van gemeente Uniejów 129,01 km², waarvan:
- agrarisch gebied: 82%
- bossen: 9%

De gemeente beslaat 14,65% van de totale oppervlakte van de powiat.

## Demografie
Stand op 30 juni 2004:
| Omschrijving                   | Totaal | Totaal | Vrouwen | Vrouwen | Mannen | Mannen |
| ------------------------------ | ------ | ------ | ------- | ------- | ------ | ------ |
| eenheid                        | aantal | %      | aantal  | %       | aantal | %      |
| inwoners                       | 7309   | 100    | 3708    | 50,7    | 3601   | 49,3   |
| bevolkingsdichtheid (inw./km²) | 56,7   | 56,7   | 28,7    | 28,7    | 27,9   | 27,9   |

In 2002 bedroeg het gemiddelde inkomen per inwoner 1372,94 zł.

## Administratieve plaatsen (sołectwo)
Brzeziny, Brzozówka, Czekaj, Czepów Dolny, Człopy, Dąbrowa, Felicjanów, Góry, Hipolitów, Kozanki Wielkie, Kuczki, Lekaszyn, Łęg Baliński, Orzeszków, Orzeszków-Kolonia, Ostrowsko, Pęgów, Rożniatów, Rożniatów-Kolonia, Skotniki, Spycimierz, Spycimierz-Kolonia, Stanisławów, Wielenin, Wielenin-Kolonia, Wieścice, Wilamów, Wola Przedmiejska, Zaborów, Zieleń.

## Overige plaatsen
Biała Górka, Budy Uniejowskie, Człopki, Gorzew, Grabowa, Grodzisko, Jaszczurów, Kalinówka, Kolonia Skotnicka, Kościelnica, Mały Orzeszków, Myszki, Osina, Sachalina, Sowiniec, Ubysław, Wilamówka, Żabieniec.

## Aangrenzende gemeenten
Brudzew, Dąbie, Dobra, Poddębice, Przykona, Świnice Warckie, Wartkowice